# Mikael Andersson (Eishockeyspieler, 1966)
Mikael Bo Andersson (* 10. Mai 1966 in Malmö) ist ein ehemaliger schwedischer Eishockeyspieler und derzeitiger -scout, der im Verlauf seiner aktiven Karriere zwischen 1980 und 2003 unter anderem 786 Spiele für die Buffalo Sabres, Hartford Whalers, Tampa Bay Lightning, Philadelphia Flyers und New York Islanders in der National Hockey League auf der Position des Angriffsspieler bestritten hat. Darüber hinaus absolvierte er auch fast 200 Spiele in der schwedischen Elitserien, wo er im Jahr 2003 Schwedischer Meister mit Västra Frölunda wurde. Seinen größten Karriereerfolg feierte Andersson im Trikot der schwedischen Nationalmannschaft mit dem Gewinn der Goldmedaille bei der Weltmeisterschaft 1992. Seit 2003 ist er als Scout für seinen Ex-Klub Tampa Bay Lightning tätig.

## Karriere
Mikael Andersson begann seine Karriere als Eishockeyspieler beim Kungälvs IK, für dessen Mannschaft er in der Saison 1980/81 am Spielbetrieb der drittklassigen Division 2 teilnahm. Anschließend wechselte er in die Nachwuchsabteilung des Västra Frölunda, für dessen Profimannschaft der Center von 1982 bis 1985 zunächst in der Elitserien und nach dem Abstieg in der Saison 1983/84 in der zweitklassigen Division 1 aktiv war. Im NHL Entry Draft 1984 wurde er in der ersten Runde als insgesamt 18. Spieler von den Buffalo Sabres ausgewählt. Für Buffalo spielte er von 1985 bis 1989 in der National Hockey League. Parallel kam er für deren Farmteam, die Rochester Americans, in der American Hockey League zum Einsatz und gewann mit seiner Mannschaft 1987 den Calder Cup. 
Im Oktober 1989 wurde Andersson von Buffalos Ligarivalen Hartford Whalers, für die er von 1989 bis 1992 in der NHL auf dem Eis stand. Mit deren AHL-Farmteam gewann er in der Saison 1990/91 ebenfalls den Calder Cup. Am 29. Juni 1992 unterschrieb der Schwede einen Vertrag als Free Agent bei den Tampa Bay Lightning, für die er in den folgenden sieben Jahren als Stammspieler auflief, ehe er am 20. März 1999 zusammen mit Sandy McCarthy im Tausch gegen Colin Forbes und ein Viertrunden-Wahlrecht für den NHL Entry Draft 1999 an die Philadelphia Flyers abgegeben wurde. Während des Lockout in der Saison 1994/95 kehrte er für sieben Spiele zu seinem Ex-Club Västra Frölunda zurück, bevor der Spielbetrieb in der NHL wieder aufgenommen wurde. 
Nach eineinhalb Spielzeiten verließ Andersson die Philadelphia Flyers wieder und wurde im Februar 2000 gemeinsam mit einem Fünftrunden-Wahlrecht im NHL Entry Draft 2000 im Tausch für Gino Odjick zu den New York Islanders transferiert. Für diese bereitete er bis zum Ende der Saison 1999/2000 in 19 Spielen drei Tore vor. Anschließend ließ der Weltmeister von 1992 bei Västra Frölunda seine Karriere ausklingen. Mit der Mannschaft aus Göteborg, deren Kapitän er von 2000 bis 2003 war, gewann er in der Saison 2002/03 den schwedischen Meistertitel. Im Anschluss an diesen Erfolg beendete der Linksschütze seine aktive Laufbahn. Seit 2003 ist er für seinen Ex-Klub Tampa Bay Lightning aus der NHL als Scout tätig.       

### International
Für Schweden nahm Andersson im Juniorenbereich an den U18-Junioren-Europameisterschaften 1983 und 1984, sowie den U20-Junioren-Weltmeisterschaften 1984, 1985 und 1986 teil. Im Seniorenbereich stand er im Aufgebot seines Landes bei den Weltmeisterschaften 1992, 1993 und 1994, im Jahr 1991 beim Canada Cup, 1996 beim World Cup of Hockey und schließlich bei den Olympischen Winterspielen 1998 in Nagano.

## Erfolge und Auszeichnungen
- 1984 Årets junior
- 1987 Calder-Cup-Gewinn mit den Rochester Americans
- 1991 Calder-Cup-Gewinn mit den Springfield Indians
- 2003 Schwedischer Meister mit Västra Frölunda

### International
- 1984 Bronzemedaille bei der U18-Junioren-Europameisterschaft
- 1992 Goldmedaille bei der Weltmeisterschaft
- 1993 Silbermedaille bei der Weltmeisterschaft
- 1994 Bronzemedaille bei der Weltmeisterschaft

## Karrierestatistik

### International
Vertrat Schweden bei:
| - U18-Junioren-Europameisterschaft 1983 - U20-Junioren-Weltmeisterschaft 1984 - U18-Junioren-Europameisterschaft 1984 - U20-Junioren-Weltmeisterschaft 1985 - U20-Junioren-Weltmeisterschaft 1986 - Canada Cup 1991 | - Weltmeisterschaft 1992 - Weltmeisterschaft 1993 - Weltmeisterschaft 1994 - World Cup of Hockey 1996 - Olympischen Winterspielen 1998 |

(Legende zur Spielerstatistik: Sp oder GP = absolvierte Spiele; T oder G = erzielte Tore; V oder A = erzielte Assists; Pkt oder Pts = erzielte Scorerpunkte; SM oder PIM = erhaltene Strafminuten; +/− = Plus/Minus-Bilanz; PP = erzielte Überzahltore; SH = erzielte Unterzahltore; GW = erzielte Siegtore; 1 Play-downs/Relegation; Kursiv: Statistik nicht vollständig)

## Familie
Sein Vater Ronny und seine Brüder Thomas und Niklas waren ebenfalls professionelle Eishockeyspieler. Zudem ist Niklas’ Sohn, Lias Andersson, seit 2018 ebenfalls in der NHL aktiv.